# Jelito grube
Jelito grube (łac. intestinum crassum) – końcowy odcinek jelita kręgowców łączący jelito cienkie z odbytem. W jelicie grubym odbywa się końcowy proces formowania kału. Błona śluzowa jelita grubego nie tworzy kosmków jelitowych. Jest również silnie pofałdowana, co zwiększa jego powierzchnię. W jelicie grubym zachodzi końcowy etap wchłaniania wody, elektrolitów i soli mineralnych z resztek pokarmowych. Występują tutaj także bakterie symbiotyczne, produkujące witaminę K, oraz niektóre witaminy z grupy B.
Na jelito grube ssaków składają się następujące części:
- jelito ślepe, inaczej kątnica (caecum) – tutaj z przyśrodkowej ściany wychodzi wyrostek robaczkowy (appendix vermiformis); leży wewnątrzotrzewnowo,
- okrężnica (colon), która z kolei dzieli się na wstępnicę – colon ascendens (zewnątrzotrzewnowo), poprzecznicę – colon transversus (wewnątrzotrzewnowo), zstępnicę – colon descendens (zewnątrzotrzewnowo) i esicę – colon sigmoideum (wewnątrzotrzewnowo),
- odbytnica, czyli (jelito proste) (rectum); leży zewnątrzotrzewnowo.

Jelito grube uchodzi na zewnątrz pojedynczym otworem (odbyt). Jelito grube oddzielone jest od jelita cienkiego zastawką krętniczo-kątniczą.
U wszystkich kręgowców poza ssakami łożyskowymi końcowy odcinek jelita grubego (odbytnica) tworzy kloakę, do której wydalane są stałe i płynne odpadowe produkty przemiany materii, a także do której otwierają się nasieniowody i jajowody.
Wyróżnia się 4 typy skurczów jelita grubego: odcinkowe (segmentowe), propulsywne, perystaltyczne i masowe. Czynność motoryczna jelita grubego jest regulowana w sposób zbliżony do jelita cienkiego. Unerwiane jest przywspółczulnie przez nerw błędny (kątnica, okrężnica wstępująca, zagięcie wątrobowe, prawa część okrężnicy poprzecznej), przez nerw miedniczny (lewa część okrężnicy poprzecznej, dalsze odcinki jelita grubego wzdłuż tętnic) oraz współczulnie przez włókna pochodzące z górnego zwoju krezkowego (część proksymalna jelita), dolny splot krezkowy (część dystalna jelita). W jelicie grubym występują też oba sploty nerwowe śródstępne.